# Tyja
Tyja (amhar. ጢያ) – miasto w środkowej Etiopii, w regionie administracyjnym Jedebub Byhierocz, Byhiereseboczynna Hyzbocz. W pobliżu znajduje się stanowisko archeologiczne z 36 kamiennymi stelami, które najprawdopodobniej wyznaczają miejsce nekropoli.
W 1980 roku stanowisko w Tyji zostało wpisane na listę światowego dziedzictwa UNESCO.

## Geografia
Tyja leży w środkowej Etiopii, w regionie administracyjnym Jedebub Byhierocz, Byhiereseboczynna Hyzbocz, na południe od Addis Abeby, ok. 40 km od Melka Awash. Ok. 500 od miejscowości znajduje się stanowisko archeologiczne ze średniowiecznymi stelami.

## Stanowisko archeologiczne
Jedno ze 160 stanowisk archeologicznych w regionie Soddo, gdzie znaleziono stele. Stele o wysokości 2–5 metrów budowano z ryolitu.
Na stanowisku w Tyji odkryto 36 kamiennych steli, z których 32 są bogato rzeźbione, a ornamenty – niespotykane nigdzie indziej – mają bliżej nieznane znaczenie symboliczne. Na niektórych stelach znajdują się symboliczne przedstawienia mieczy. Wiele steli ozdobionych jest symbolem „Y”.
Niewiele wiadomo na temat pochodzenia steli oraz ich budowniczych. Znajdowało się tu zapewne 46 steli wzniesionych pomiędzy X–XV wiekiem. Podczas badań archeologicznych odkryto tu liczne groby, osób wieku od 18 do 30 lat. Stele najprawdopodobniej wyznaczają miejsce nekropoli.
W 1980 roku stanowisko w Tyji zostało wpisane na listę światowego dziedzictwa UNESCO.

## Galeria

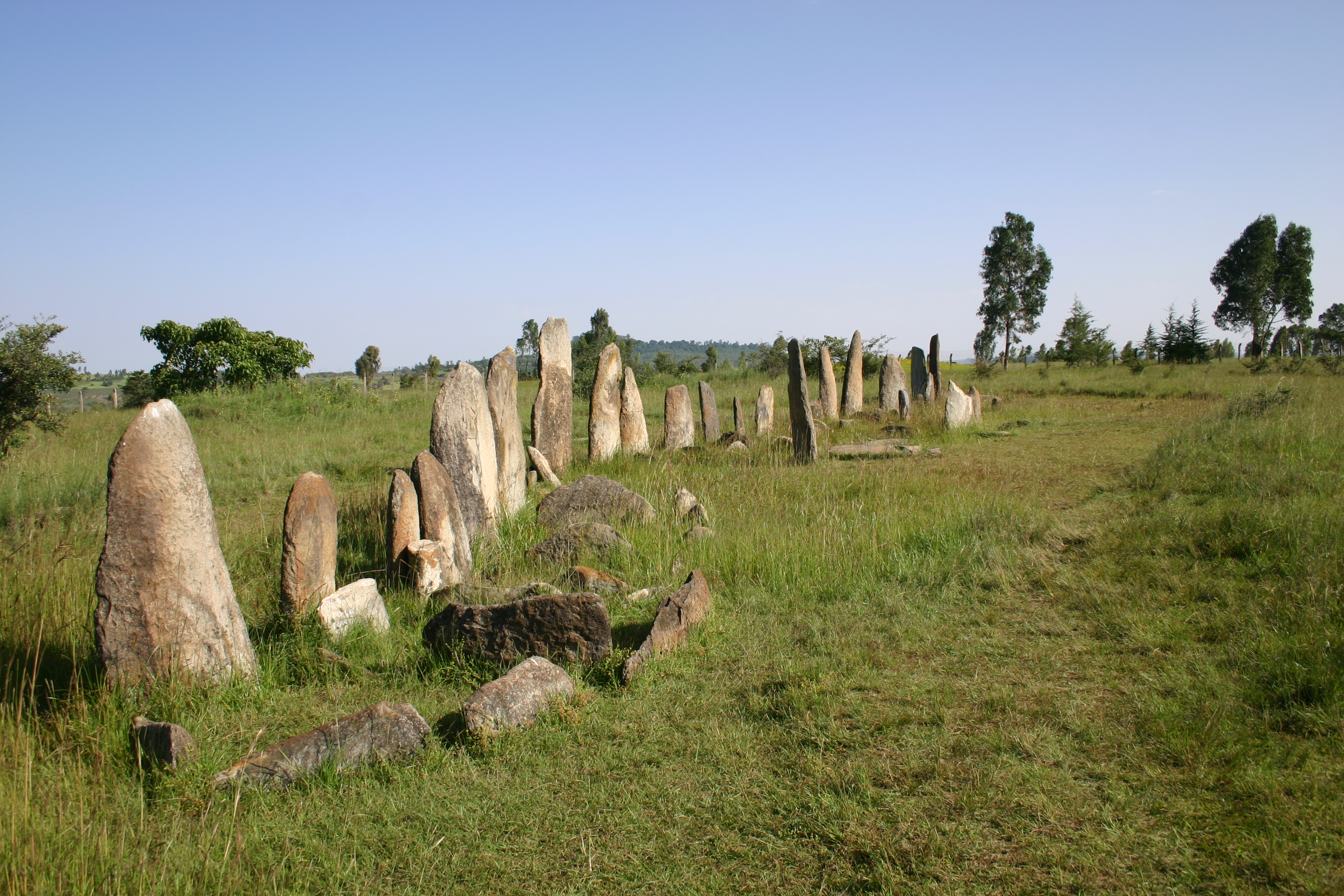
Stele w Tyji
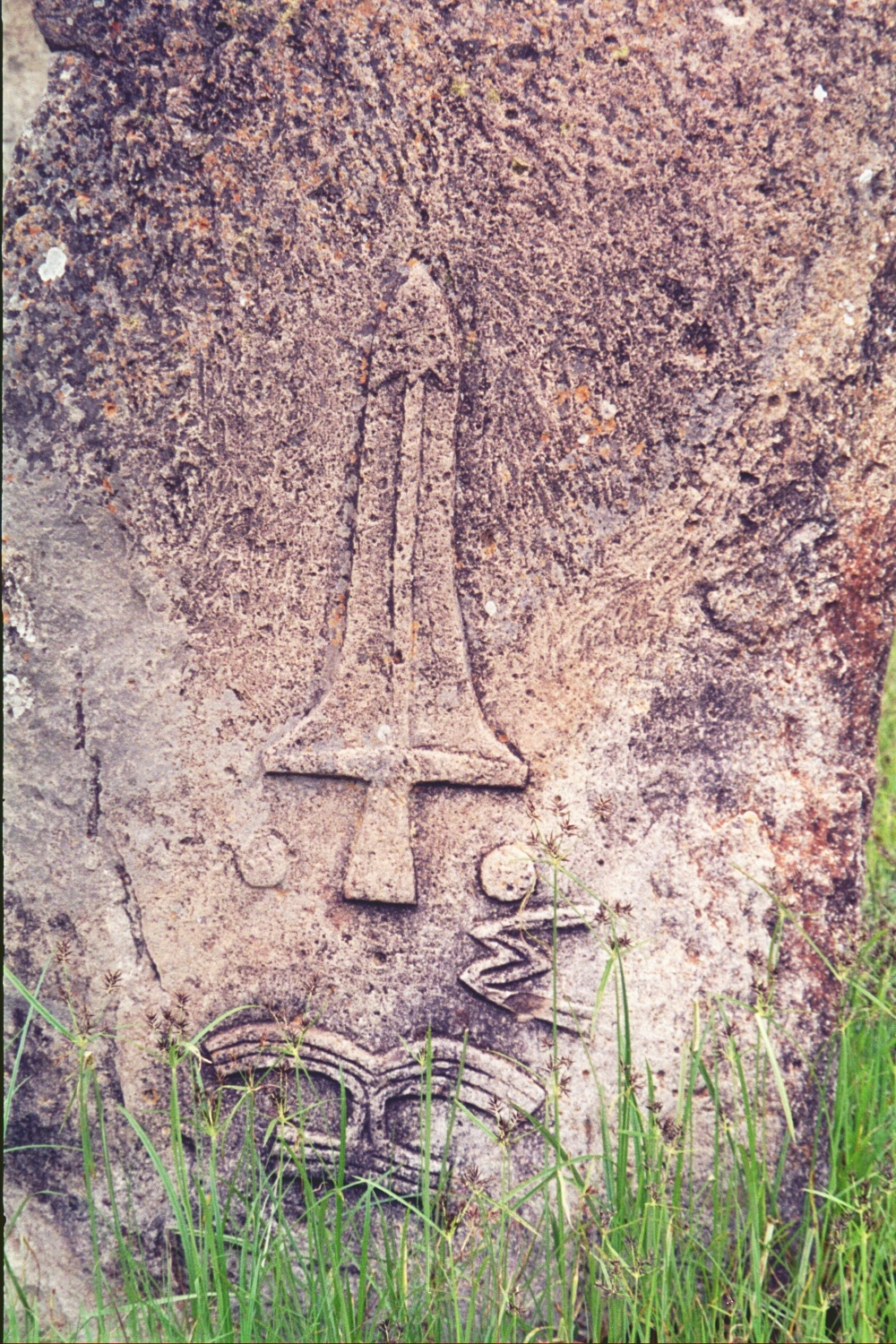
Symbol miecza na jednej ze steli